# Andi’er (Ruinenstadt)
Die Ruinen der alten Stadt Andi’er (chinesisch 安迪尔古城遗址, Pinyin Āndí'ěr Gǔchéng Yízhǐ, englisch Ruins of the ancient Andier City) liegen im Kreis Niyan (民丰县 Minfeng xian), Xinjiang, Republik China (1912–1949), an der südlichen Route der Seidenstraße.
Die Stätte umfasst eine alte Pagode und ein ehemaliges buddhistisches Kloster. Es bestand seit der Zeit der Han-Dynastie. Seit der Tang-Dynastie hatte die Wassermenge des Flusses Andi’er He (安迪尔河) abgenommen und es wurde im 11. Jahrhundert endgültig aufgegeben.
Der britische Forscher Aurel Stein hat die Stätte 1901 und 1906 besucht und verschiedene Dokumente in tibetischer Schrift, Brahmi-Schrift und chinesischer Schrift entdeckt.
Die Stätte wurde 2001 in die Liste der Denkmäler der Volksrepublik China in Xinjiang (5-137) aufgenommen.